# 新城市牛仔
《新城市牛仔：走向新徒步主义》（英語：New Urban Cowboy: Toward a New Pedestrianism）是一部2008年上映的纪录片，以DVD发行，讲述的是美国的艺术家、城市规划设计师米高·亞瑟（Michael E. Arth）从迪兰、佛罗里达的“可卡因镇”开始实践他的新徒步主义，并努力重建城市的故事。这部83分钟长的纪录片有西班牙语、法语、德语、日语和中文字幕——是由2007年电影节上的100分钟版本剪辑而来。早期版本的名称是《新城市牛仔：劳动者Michael E. Arth》

## 摘要
故事情节从米高·亞瑟和他怀孕的妻子Maya从桑塔芭芭拉──他们原来居住的被悬瀑围绕的宽敞别墅──搬到佛罗里达一个破落的危险的小镇开始。米高·亞瑟买了30栋住房和商用房，把这个平民窟改造成为迪兰“有历史意义的花园小区”。用建筑造房用的钉枪代替真枪，用温和的说服代替暴力对抗，他驱散了毒品贩卖者以及各種罪犯，创造了改造城镇和小区的范例。电影也追踪了他的城市设计理念的发展──新徒步主义──和最终对未来的乐观。电影还包括一个章节，在影像档案资料，记录了米高·亞瑟早期作为一个激进者、艺术家、建筑师和城市设计师的生活和奋斗。

## 新徒步主义
新徒步主义是在城市设计理论上更理想化的新城市主义，由米高·亞瑟於1999年创立。新徒步主义讨论的问题包含了新城市主义和如何解决社会的、健康的、能源的、经济的、美学的和环境问题，通过减少机动车在城市中扮演的角色这个特殊的视角。一个利用里新徒步主义理论的小区或者新城镇被叫做“徒步村庄”。徒步村庄可以是几乎无车或者有机动车道在每座建筑后面，但是人行道总是在建筑的前面。

## 三部曲
《新城市牛仔》是解说米高·亞瑟关于解决问题和未来发展观点的三部曲其中之一。另外两部电影，预订将在2008年末发行，是《大力神的劳动者：对12个极困难问题的现代解决方法》和《UNICE: 通用网络自动化智能实体》

## 反应
总的来说，《新城市牛仔》得到了很好的评价，甚至是在早期电影节的关于米高·亞瑟城市设计理论的评论，新徒步主义，在电影中（和其他地方）也受到了很高的评论。

## 摄制者
- 米高·亞瑟：制片人，电影摄影师
- Blake Wiers：编辑，电影摄影师
- Helena Lea：音乐编辑